# 里斯顿
里斯顿（Reston）是美国弗吉尼亚州费尔法克斯县的一个普查规定居民点，位于华盛顿特区都会区内。2010年人口58,404 人。根据2020年的人口普查数据， 有63,226人。
这是一个国际知名的规划社区，成立于1964年。它更新了第二次世界大战以后美国郊区的土地利用和开发的概念。在里斯顿市中心有许多企业，有高层和低层的商业建筑物，开设商店，餐馆，办公室，电影院，和酒店。办公空间达到1,000,000平方英尺（93,000平方）。 2012年，里斯顿在CNNMoney杂志的美国最佳居住地排名中名列第7。
 2018年，里斯顿被《Money》杂志列入“弗吉尼亚州最佳居住地”排名。 里斯顿以其广阔的公园、湖泊、高尔夫球场和马道而闻名，里斯顿镇中心是一座设有多家餐厅的购物中心。

## 交通

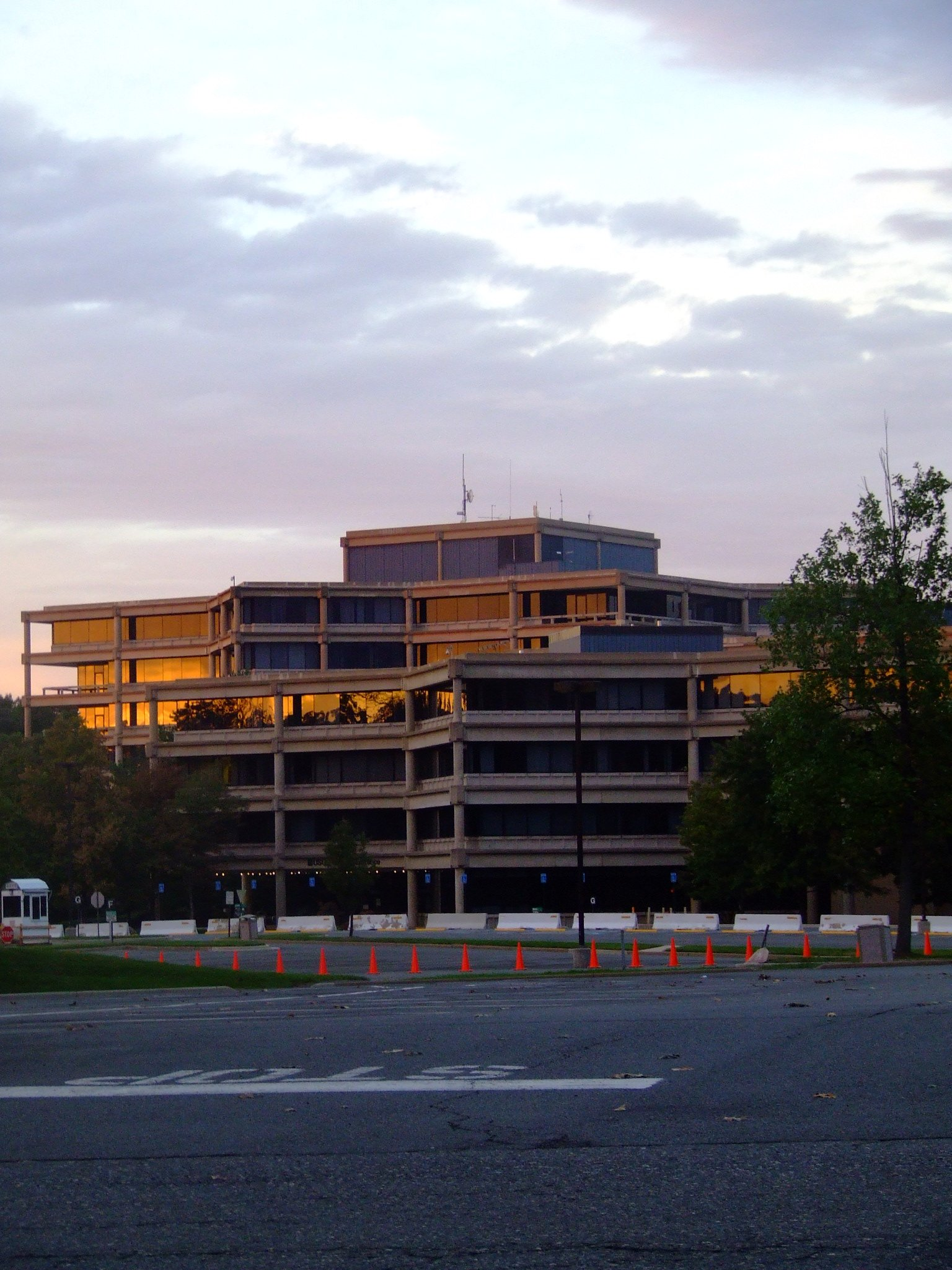

里斯顿横跨杜勒斯收费公路（Virginia State Route 267），东距泰森斯和首都环城公路 9 英里（14 公里），西距华盛顿杜勒斯国际机场 5 英里（8.0 公里）。 有四条道路从北向南穿过社区：西侧的费尔法克斯县公园大道（Route 286）、穿过市中心的里斯顿公园大道（Reston Parkway）、穿过东北住宅区的威勒大道（Wiehle Avenue ）以及东部边界的亨特米尔路（Hunter Mill Road）。

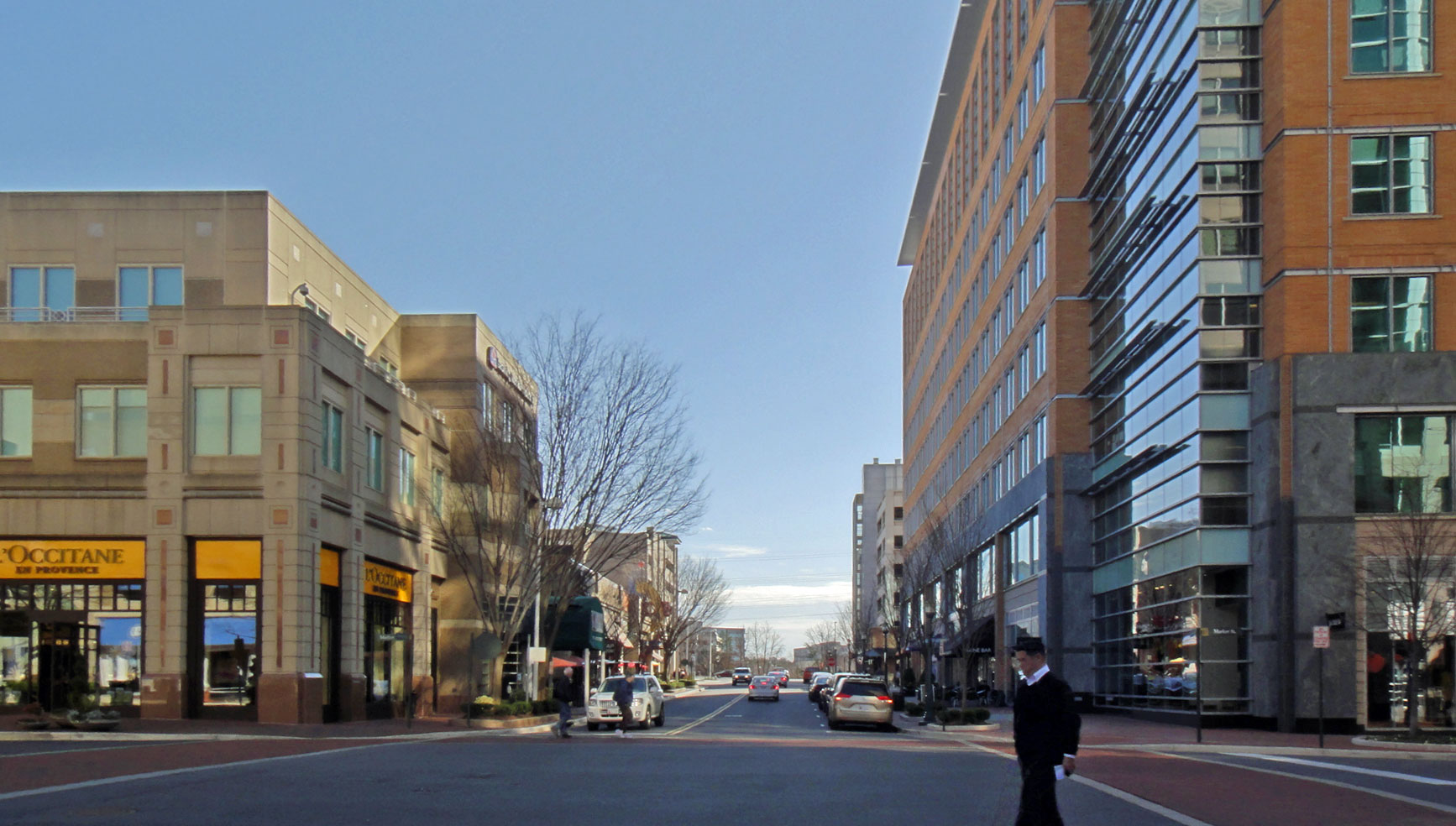

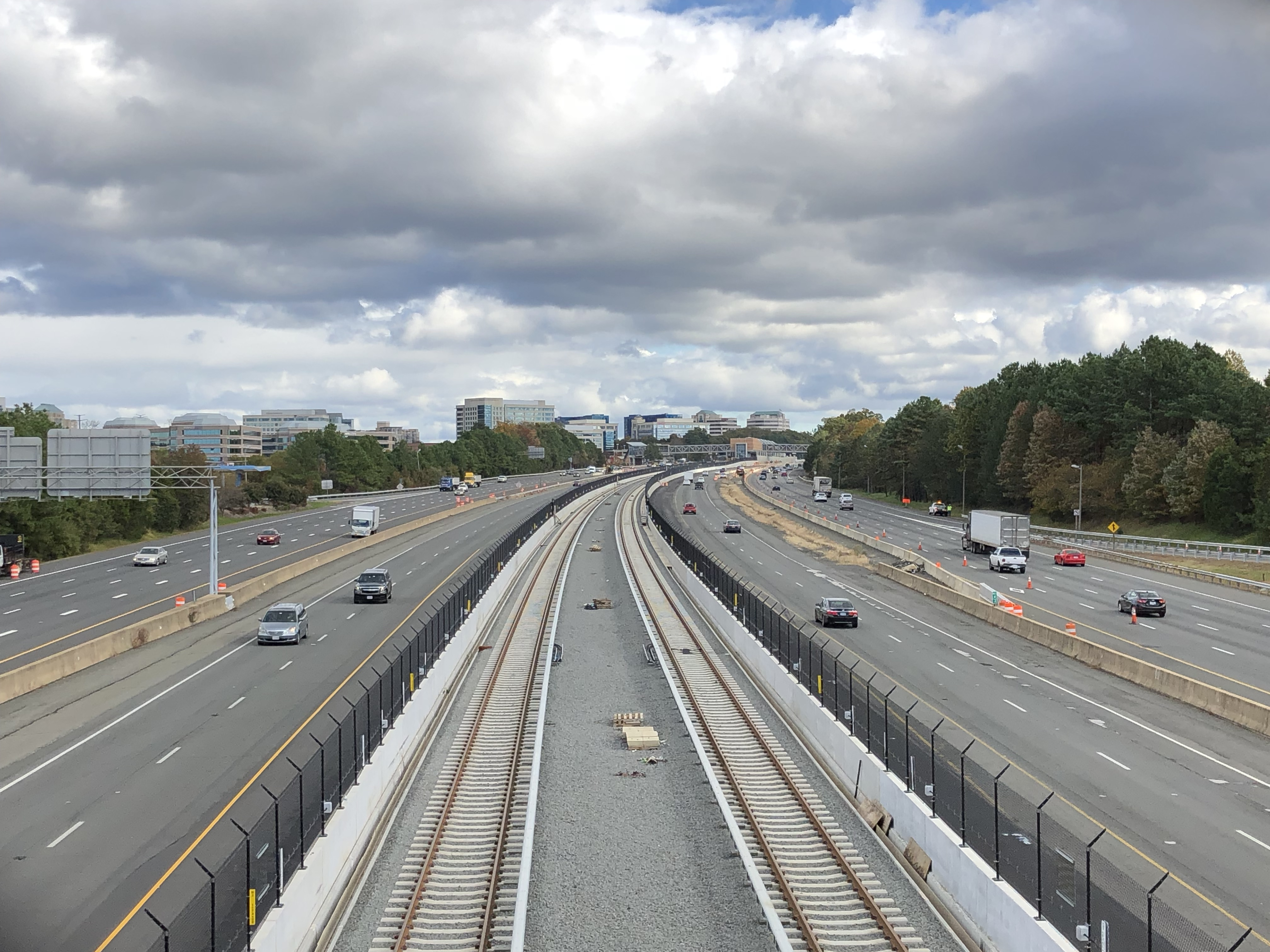
杜勒斯机场收费公路及华盛顿地铁的银线里斯顿站

沿杜勒斯收费路运行的地铁银线于2014年7月26日开通了首个里斯顿车站——Wiehle-Reston East。另两个车站——里斯顿市中心站和赫恩登站于2022年11月15日启用，为西部地区提供服务，并连接至杜勒斯国际机场和劳登县。地铁银线是作为杜勒斯国际机场扩建计划的一部分修建的。

## 经济
里斯顿是杜勒斯技术走廊的一部分，包括很多高科技公司。

## 政府
里斯顿是费尔法克斯县的一个非建制地区，其学校、道路和执法服务由费尔法克斯县提供。